# Johan Gyllenborg

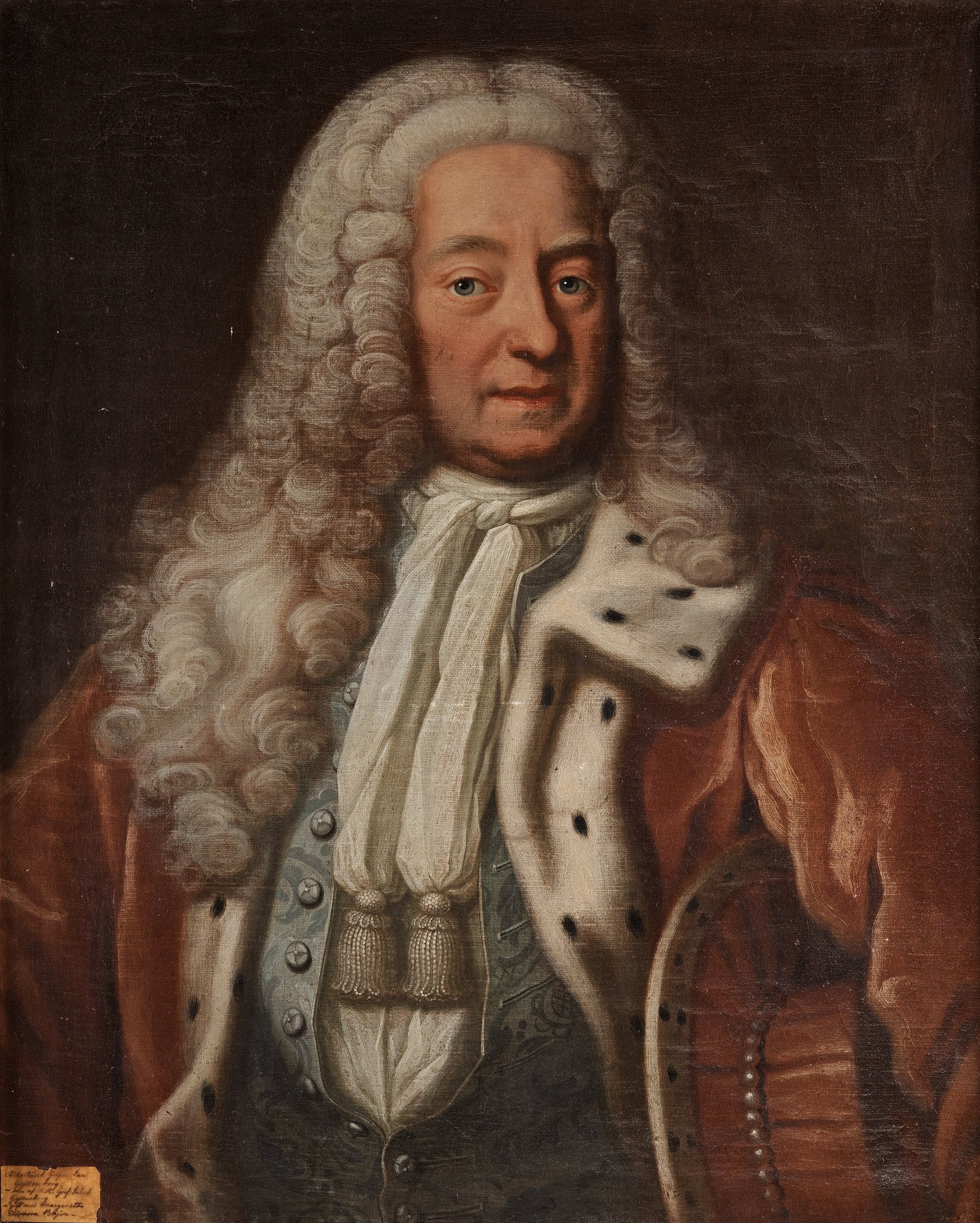
Johan Gyllenborg, Porträt von 1747

Graf Johan Gyllenborg (* 29. September 1682 in Uppsala; † 23. Mai 1752 in Stockholm) war ein schwedischer
Militär und Reichsrat.

## Leben
Johan Gyllenborg entstammte dem schwedischen Adelsgeschlecht Gyllenborg und war ein Sohn des schwedischen Grafen Jakob Gyllenborg sowie ein Bruder von Olof und Carl Gyllenborg. Er studierte an der Universität Uppsala und war 1700, wie früher sein Bruder, deren Rector illustris. 1701 trat er aber in die Armee ein und begann seine Karriere als Kornett im Dragonerregiment der ehemaligen Provinz Uppland unter dem Befehl des Generals Adam Ludwig Lewenhaupt, dem er als Adjutant im Sieg bei Gemauerthof (1705) und der Niederlage bei Lesnaja (1708) beigegeben war. Bei der noch schwereren Niederlage bei Poltawa (1709) entkam er zwar der russischen Gefangenschaft, musste sich aber dann später doch am Dnjepr ergeben. Er wurde mit seinen Kameraden zunächst nach Moskau geführt, musste dort mit ihnen beim Triumphzug des Zaren Peter dem Großen als Dekoration dienen und wurde dann nach Simbirsk und von dort nach Solikamsk in Sibirien geschickt.
Bei den Friedensverhandlungen auf Åland kam auf das Verbot des Zaren die Auslieferung der Gefangenen nicht zur Sprache. Erst auf Verwendung seines Bruders Carl erhielt Gyllenborg die Freiheit und kehrte 1719 in sein Vaterland zurück. Hier wurde er sofort zum Generaladjutanten ernannt, brachte es aber zunächst nicht weiter als bis zum Oberstleutnant eines östergötischen Infanterieregiments. Als jedoch 1739 sein Bruder Carl zur Macht gelangte, änderte sich auch seine Stellung; er wurde 1741 zum Reichsrat ernannt und 1742 zum Kanzler der Universität Lund. Er starb am 23. Mai 1752 im Alter von 69 Jahren in Stockholm.